# خاوميه بيكانس إيه بيباس
خاوميه بيكانس إيه بيباس (بالكتالونية: Jaume Vicens Vives )‏ (و. 1910 – 1960 م) هو مؤرخ، وأستاذ جامعي، وكاتب، وأستاذ متفرغ إسباني، ولد في غيرونا، توفي في ليون، عن عمر يناهز 50 عاماً، بسبب سرطان الرئة.

## التعليم
تعلم في جامعة برشلونة
.